# Madersberg
Der Madersberg (früher auch Madischberg) ist ein 540 m ü. A. hoher Hügel im westlichen Teil des Grazer Berglandes im österreichischen Bundesland Steiermark. Die Erhebung befindet sich in der Marktgemeinde Thal bei Graz.

## Lage und Umgebung
Der Madersberg erhebt sich etwa 120 Meter linksseitig über dem Thaler Graben. Jenseits des gleichnamigen Baches, der die Grenze zu Graz markiert, liegt mit dem Plabutsch die höchste Erhebung der Landeshauptstadt. Nördlich durchbricht der Winkelbach im Fuchsloch den Hügelkamm und trennt den Madersberg vom Frauenkogel, südlich trennt wiederum der Erlenbach den Hügel vom Thaler Kirchberg. An den vergleichsweise sanften Westhang schließt der Riedel von Unterbichl an, der das Thaler Becken in sich zergliedert. Der Gipfel des vollständig bewaldeten Madersberges ist nur auf einem unmarkierten Fußpfad erreichbar und Teil des Landschaftsschutzgebiets Westliches Berg- und Hügelland von Graz (LSG-29).

## Geologie und Geomorphologie
Der Madersberg ist aus mitteldevonischen Kalken und Dolomiten aufgebaut, die dem Grazer Paläozoikum angehören. Besonders weit verbreitet sind hellgraue, feinkörnige, dicht gefüllte Kalke, wie sie auch an den Westhängen von Mühlberg, Gaisberg und Kollerberg sowie am südlich gelegenen Kirchberg auftreten. Im Gegensatz zu den in der näheren Umgebung vorkommenden Barrandeischichten bleiben auch angewitterte Flächen hell. Diese Lithologie führt zu typischen Wandbildungen. In einem mittlerweile aufgelassenen Steinbruch bei der ehemaligen Thaler Mühle wurden, im Dolomit eingelagert, sogenannte Chonetenschiefer gefunden. Dabei handelt es sich um graue, feinkörnige, dolomitische Tonsandsteine, die faziell den Barrandei-Korallenkalk vertreten.
Der Hügel ist sowohl nördlich als auch südlich durch Bruchlinien quer zur orographischen Streichrichtung begrenzt, durch die heute Bäche und Straßen verlaufen. Die nördliche Störung, die den Madersberg vom Frauenkogel trennt, stellt eine Verlängerung des Fürstenstandbruches dar. Zwei weitere Ost-West-Störungen zerlegen den Madersberg in drei Blöcke, wovon der mittlere abgesunken ist. Unter dem Kamm liegen 30 Grad Westnordwest-fallende Pentamerusbänke, die vielfach als Zeichen hoher Druckbeanspruchung graphitische Lagen führen. Der südliche Block ist wiederum durch mehrere Nordost-Südwest-Verwerfungen zerrissen. Das zerhackte, stellenweise mylonisierte und von zahlreichen Calcitäderchen durchzogene Gestein wurde als fossilarm beschrieben.